# Boechera collinsii
Boechera collinsii är en korsblommig växtart som först beskrevs av Merritt Lyndon Fernald, och fick sitt nu gällande namn av A. Löve och Doris Benta Maria Löve. Boechera collinsii ingår i släktet indiantravar, och familjen korsblommiga växter. Inga underarter finns listade i Catalogue of Life.